# Liberalizace poštovního trhu v České republice
Liberalizace poštovního trhu v České republice je proces legislativních změn vedoucích ke svobodnému podnikání v oblastech, kde držela monopol Česká pošta. 

## Postupné omezování poštovní výhrady (monopolu)

### Historie
Historicky měly státní pošty po celém světě monopol na své služby. V českých zemích (v Československu) byl původní výraz pro toto omezení poštovní regál nahrazen od roku 1946 výrazem poštovní výhrada. S vývojem moderního hospodářství byla poštovní výhrada postupně omezována. Na jedné straně stál zájem otevřít trh soukromým subjektům a konkurenci, na straně druhé pak snahy o to, aby nedošlo ke ztrátě poštovních služeb v oblastech, které by nebyly pro soukromé firmy zajímavé (např. poskytování kvalitních služeb v řídce osídlených oblastech).
Liberalizace poštovního trhu měla být v Evropské unii dokončena k začátku roku 2011, v ostrovních státech, státech s nízkou hustotou obyvatelstva a konečně ve státech do EU později přistoupivších mohla být odsunuta až k roku 2013.

### Postup liberalizace poštovního trhu v ČR
V České republice postupovalo odstranění poštovního monopolu vydáním a následnými novelami zákona o poštovních sužbách:
- Červenec 2000 - V platnost vstoupil nový Zákon o poštovních službách (Poštovní zákon), na jehož základě si Česká pošta udržela monopol na přepravu a doručování písemných zpráv do 350 gramů a do 27 korun (45 Kč pro mezinárodní styk)
- Květen 2004 - Došlo k dalšímu omezení monopolu České pošty na doručování písemných zpráv byl omezen na zásilky do 100 gramů za cenu do 19 korun. Rozsah a oprávněnost monopolu České pošty byly předmětem politických diskusí a politického boje i ekonomických jednání.[4]
- Leden 2006 - Monopol České pošty byl omezen na vyhrazené zásilky (s písemnostmi do 50 g a za cenu nižší než 18 Kč)[5]
- Červen 2012 - Byla vydána novela Poštovního zákona, kterým byla zapracována směrnice Evropské unie.[6] V § 34c byl zaveden pojem Financování čistých nákladů představujících nespravedlivou finanční zátěž.[7] Byl zrušen institut poštovní výhrady a jakýkoliv držitel poštovní licence může nabízet celý rozsah služeb. Ještě na konci roku 2014 však o tento segment nemají ostatní firmy zájem a pokud ano, tak pouze v rámci hromadných podání, nebo jen ve velkých městech. Pro doručení do menších sídel často zásilky předávají České poště.
- Prosinec 2015 - Další novela Poštovního zákona stanovila čisté náklady představující nespravedlivou finanční zátěž nositele poštovní licence pro léta 2015–2017.[8] Zákon garantuje nositeli poštovní licence (v době vydání zákona České poště), že bude mít za léta 2015–2017 uhrazeny náklady na poskytování univerzální služby (základních služeb v terminologii poštovního zákona)[p 1] přímo ze státního rozpočtu. Do doby změny měl financování řešit kompenzační fond, který ale nefungoval. Novela zákona stanovila maximální hranici úhrady, na kterou může Česká pošta v období 2015–2017 dosáhnout.[8] Kompenzace České poště za rok 2015 mohly činit maximálně 700 milionů korun a za rok 2016 600 milionů a za rok 2017 500 milionů.[9]
- V roce 2016 byl kompenzační fond prázdný, protože do něj žádná z firem včetně České pošty nepřispěla.[9]

Držitelem poštovní licence, byla v období od 1. ledna 2013 do 31. prosince 2022 určena Česká pošta, s.p.
Velké diskuse v letech 2008, 2013 i 2014 vyvolala (z ekonomického pohledu logická) snaha České pošty omezit pobočkovou síť a uzavřít nejztrátovější pobočky – většinou na vesnicích – obsazené jediným pracovníkem (v poštovním slangu "jednokoňky"). V dotčených obcích byl tento plán přijat velmi negativně a téma dokonce zasáhlo i do volební kampaně při volbách v roce 2013.

## Spory státu v průběhu liberalizace poštovního trhu
K liberalizaci docházelo v České republice postupně a byla doprovázena třenicemi soukromých firem a státu. Původně měla část liberalizace listovních služeb do 50 g nastat dříve, ale byla odsunuta na rok 2013. Stejně tak jako se soukromí přepravci přizpůsobovali potřebám trhu a vstupovali do nových oblastí podnikání uvolněných státem, tak i Česká pošta reagovala na ztráty monopolu zaváděním nových služeb.

### Kompenzační fond
Liberalizaci poštovního trhu umožnila novela poštovního zákona, která byla přijata v roce 2012. Tato novela poštovního zákona na jedné straně připravila Českou poštu o monopol, na druhé straně vytvořila v tomto sektoru konkurenční prostředí. Měla též donutit soukromé společnosti, aby přispívaly na služby provozované ve veřejném zájmu. Od roku 2013 měly firmy, rozvážející listovní zásilky do 50 g po Česku (včetně České pošty) hradit ztrátu České pošty do tzv. kompenzačního fondu. Ta ji vypočítala z předpokladu, kolik by vydělala, kdyby nemusela poskytovat tzv. univerzální službu (základní služby terminologií Poštovního zákona). V roce 2014 tak její požadavek dosáhl jednu miliardu korun a v roce předchozím 400 milionů. Reálnými konkurenty České pošty v té době byly společnosti jako MediaServis nebo Česká distribuční, které mají zájem hlavně o zásilky firemní.

### Spory o platby do Kompenzačního fondu
Na problém zahrnutí balíkových přepravců do systému plateb do Kompenzačního fondu bylo upozorňováno již v roce 2012, kdy byla přijímána novela poštovního zákona.
I když většinu plateb do Kompenzačního fondu by měla hradit samotná pošta, spor se rozhořel mezi státem (v tomto případě Českým telekomunikačním úřadem) a balíkovými přepravci, kteří podali žaloby na Český telekomunikační úřad, který se snažil firmy přimět k registraci a platbám do fondu. První žalobu podala společnost Geis a spor vyhrála s výsledkem, že není poštovní, ale zasilatelská firma. Následovaly další žaloby, např. od PPL druhé největší zasilatelské společnosti na trhu. Předmětem žalob firem je fakt, že pod poštovní zákon nespadají. Které firmy tam spadají nebo nespadají, není jasné ani z výkladu ČTÚ. Vzhledem ke tlaku, který vyvíjeli zahraniční majitelé českých zásilkových firem, začala Evropská komise v roce 2015 tuto věc zkoumat. Na podzim roku 2016 ustoupila i česká vláda. Ta tak učinila na základě tlaku Evropské komise, která zpochybnila implikaci poštovního zákona a upozornila na nejasnosti (např. kdo pod poštovní zákon spadá, jaký má podíl na trhu apod.).